# ライカ (アパレル)
株式会社ライカ（RAIKA CO.,LTD.）は、かつて存在した日本の衣料品製造販売会社。

## 概要
大阪を本拠地として1957年に創業。売り上げが低迷した上に、大阪市住之江区咲洲に安藤忠雄設計の旧本社ビルを建設した際の多大な負債等が原因で、2004年に民事再生法の手続開始。これを受け、ジャズ・ハウスを展開する子会社の株式会社ブルーノートジャパンとともに伊藤忠商事に営業権と資産を譲渡し、伊藤忠商事100%出資会社となった。
しかし、2008年のリーマン・ショック以降も業績は低迷し、2011年4月30日付で事業を停止、解散。事業停止にともない、メンズの「Vivienne Westwood MAN」はジョイックスコーポレーションに、メンズ・ウィメンズの「CASTELBAJAC」はオッジ・インターナショナルに、ウィメンズの「LANVIN COLLECTION」と「LANVIN en Bleu」はレリアンに、「DANA PARIS」と「plus blue」はウールン商会に、それぞれのブランド事業を譲渡した。また、90年代後半の短期間、伊藤忠と共にパリのセレクトショップであるレクレルールのライセンス店を梅田に出店していた。
南港咲洲にあった旧本社ビルは、2004年から閉鎖されていたが、2012年8月より解体工事に入った。

## 沿革
- 1957年9月 - ライカ商店として設立
- 1959年7月 - 株式会社ライカに商号変更
- 1988年11月 - ブルーノート東京がオープン
- 1989年12月 - ライカ本社ビル竣工
- 2004年 - 民事再生法申請
- 2011年4月 - 事業停止、清算手続きに入る。

## 取り扱っていたブランド

### メンズ
- Vivienne Westwood MAN （ヴィヴィアン・ウエストウッド マン）
- MAURIZIO BALDASSARI （マウリツィオ バルダサーリ）
- BIGLIDUE （ビリドゥーエ）
- PIASPORTS （ピアスポーツ）
- Day Cruise （デイクルーズ）
- KENZO HOMME（ケンゾー オム）

### メンズ・レディース
- TROVATA （トロヴァータ）
- GREEN CLUBS （グリーンクラブ）
- CASTELBAJAC SPORTS （カステルバジャックスポーツ）
- CASTELBAJAC +2NATURE （カステルバジャック+2ナチュール）

### レディース
- LANVIN COLLECTION （ランバン コレクション）
- LANVIN en Bleu （ランバン オン ブルー）
- DANAPARIS （ダナパリ）
- plus blue （プラスブルー）
- CLUBBY TIME （クラビータイム）
- LA TENDA （ラ・テンダ）
- RE ENVY （リ エンヴィ）
- DRIES VAN NOTEN （ドリス・ヴァン・ノッテン） - 1998年にレナウンルックより販売を引き継いだが、2003年に撤退した。
- VENTILO（ヴァンティロ）